# Alfa-cetoglutarato deshidrogenasa
La enzima Alfa-cetoglutarato deshidrogenasa u oxoglutarato deshidrogenasa (succinil transferidora), EC 1.2.4.2 Archivado el 28 de agosto de 2008 en Wayback Machine., cataliza la siguiente reacción utilizando como cofactor la tiamina difosfato.
Esta enzima está presente en la matriz mitocondrial y forma parte del complejo multienzimático 2-oxoglutarato deshidrogenasa en la que múltiples copias de la alfa-cetoglutarato deshidrogenasa (E1) están unidas a un núcleo de moléculas de la dihidrolipoil-lisina-residuo succiniltransferasa (E2) que a su vez también se une a varias moléculas de la dihidrolipoil deshidrogenasa (E3). La alfa-cetoglutarato deshidrogenasa no actúa sobre lipoamidas o lipoil-lisinas libres. El complejo 2-oxoglutarato deshidrogenasa cataliza la conversión global del 2-oxoglutarato a succinil-CoA y dióxido de carbono (quinta reacción del ciclo de Krebs).